# Sân bay Lille
Sân bay Lille (tiếng Pháp: Aéroport de Lille) (IATA: LIL, ICAO: LFQQ) là một sân bay tọa lạc ở Lesquin, 7 km (4 mi) về phía nam đông nam của thành phố Lille, một thành phố phía bắc Pháp. Sân bay này cũng có tên gọi Sân bay Lille-Lesquin hay Sân bay Lesquin.
Sân bay cách trung tâm Lille 15 phút ô tô. Đây là sân bay bận rộn thứ 12 ở Pháp với 970.000 lượt khách thông qua vào năm 2001 và 1.147.924 lượt khách vào năm 2009. Về mặt hàng hóa, sân bay này xếp thứ tư với 38.000 tấn hàng thông qua mỗi năm.

## Hãng hàng không và tuyến bay
| Hãng hàng không                 | Các điểm đến                                                                                               |
| ------------------------------- | --- |
| Aigle Azur                      | Algiers, Oran [theo mùa], Tlemcen [theo mùa]                                                               |
| Air Algérie                     | Algiers, Oran [theo mùa]                                                                                   |
| Air France                      | Lyon |
| Air France operated by Régional | Ajaccio [theo mùa], Bastia [theo mùa], Calvi [theo mùa], Bordeaux, Marseille, Nantes, Toulouse, Strasbourg |
| Europe Airpost                  | Malaga |
| Royal Air Maroc                 | Casablanca, Marrakech                                                                                      |
| Ryanair                         | Girona [theo mùa], Marseille, Porto                                                                        |